# سیارک ۷۰۴۳
سیارک ۷۰۴۳ (به انگلیسی: 7043 Godart، نامگذاری:1934RB) هفت هزار و چهل و سومین سیارک کشف شده‌است که در ۲ سپتامبر ۱۹۳۴ کشف شد.
قدر مطلق سیارک برابر ۱۲٫۸۰ است.